# 영풍제지
영풍제지는 대한민국의 제지 기업이다.

## 사건 및 사고

### 주가조작 사건
영풍제지 주가조작 후 7일 연속 하한가 사태로 인해 키움증권에 수천억원의 미수금이 발생하였다.